# Deutschland Cup 1996
9. ročník hokejového turnaje Deutschland Cup se konal od 1. do 3. listopadu 1996 ve Stuttgartu. Vyhrála jej hokejová reprezentace Německa.

## Výsledky
1. listopadu 1996 – Stuttgart

 Kanada –  Slovensko 4:3 (0:1, 3:2, 1:0)

 Německo –  Itálie 3:1 (2:1, 0:0, 1:0)

2. listopadu 1996 – Stuttgart

 Itálie –  Slovensko 1:1 (0:0, 1:0, 0:1)

 Německo –  Kanada 4:2 (1:0, 1:2, 2:0)

3. listopadu 1996 – Stuttgart

 Kanada –  Itálie 1:4 (1:1, 0:2, 0:1)

 Slovensko –  Německo 1:4 (1:2, 0:1, 0:1)

## Konečná tabulka
|    | Tým       | V | R | P | Skóre | B |
| 1. | Německo   | 3 | 0 | 0 | 11:4  | 6 |
| 2. | Itálie    | 1 | 1 | 1 | 6:5   | 3 |
| 3. | Kanada    | 1 | 0 | 2 | 7:11  | 2 |
| 4. | Slovensko | 0 | 1 | 2 | 5:9   | 1 |

## Soupisky týmů
1.  Německo 

Brankáři: Christian Künast, Klaus Merk, Joseph Heiß.

Obránci: Michael Bresagk, Torsten Kienass, Jörg Mayr, Jürgen Simon, Markus Wieland, Jayson Meyer, Erich Goldmann, Daneil Kunce, Brad Bergen.

Útočníci: Till Feser, Thomas Brandl, Fabien Brännström, Reemt Pyka, Schneider Rochus, Leo Stefan, Bernd Kühnhauser, Florian Keller, Jürgen Rumrich, Andreas Lupzig, Henrick Hölscher, Alexander Serikow, Mario Gehrig.
2.  Itálie 

Brankáři: Mario Brunetta, David Delfino.

Obránci: Luigi Da Corte, Robert Nardella, Chad Biafore, Carlo Lorenzi, Georg Comploi, Lawrence Rucchi, Giovanni Marchetti, Cris Bartolone.

Útočníci: Markus Brunner, Armando Chelodi, Lino De Toni, Roland Ramoser, Maurizio Mansi, Aggie Casale, Massimo Ansoldi, Anthony Iob, Dino Felicetti, Stefano Margoni, Mario Chitarroni, Dave Pasin.
3.  Kanada 

Brankáři: Eric Raymond, Blair Allison.

Obránci: Mike Johnson, Jeff Tory, Brett Clark, Derek Mayer, Stephané Richer, Mike Stewart, Kayle Short.

Útočníci: Xavier Majic, Matt Sherrers, George Zajankala, Steve Junker, Ron Pasco, Dean Evason, Brad Chartrand, Jason Young, Ryan Duthie, Andrew McKim, Jimmy Roy, Dave Tomlinson, Sean Selmer.
4.  Slovensko 

Brankáři: Igor Murín, Rastislav Rovnianek.

Obránci: Michal Segľa, Miroslav Mosnár, Marián Smerčiak, Matěj Bukna, Juraj Kledrowetz, Peter Klepáč, Martin Miklík.

Útočníci: Vlastimil Plavucha, Slavomír Ilavský, Ján Pleva, Richard Kapuš, Michal Beran, Zdeno Cíger, Branislav Jánoš, Pavol Paukovček, Michal Hreus, Ján Pardavý, Peter Bartoš, Ľubomír Kolník.